# 미콜라이우주
미콜라이우주(우크라이나어: Миколаївська область)는 우크라이나 남부에 위치한 주로 주도는 미콜라이우이며 면적은 24,598km2, 인구는 1,217,103명(2006년 기준)이다. 서쪽으로는 오데사주, 북쪽으로는 키로보흐라드주, 북동쪽으로는 드니프로페트로우스크주, 남동쪽으로는 헤르손주, 남쪽으로는 흑해와 접한다.

## 같이 보기
- 헤르손현